# Juha Kaunismäki
Juha Kaunismäki (* 6. Mai 1979 in Helsinki) ist ein norwegisch-finnischer Eishockeyspieler, der seit 2003 bei den Stavanger Oilers in der norwegischen GET-ligaen unter Vertrag steht.

## Karriere
Juha Kaunismäki begann seine Karriere als Eishockeyspieler in seiner Heimatstadt in der Nachwuchsabteilung des finnischen Erstligisten Jokerit Helsinki. Nach seinem Wechsel zu den A-Junioren von Kiekko-Vantaa gab der Verteidiger für dessen Profimannschaft in der Saison 2000/01 sein Debüt in der zweitklassigen Mestis. In den folgenden Jahren spielte er für Ahmat Hyvinkää und erneut Kiekko-Vantaa in der zweiten Liga, ehe er im Sommer 2003 von den Stavanger Oilers aus der norwegischen Elitserien verpflichtet wurde. Bei diesen konnte er in den folgenden Spielzeiten mit guten Leistungen auf sich aufmerksam machen, weshalb er nach fünf Jahren eingebürgert wurde und bei der WM 2008 erstmals für die norwegische Nationalmannschaft auflief. 
Seit 2009 ist Kaunismäki Mannschaftskapitän bei den Stavanger Oilers. In dieser Position führte er seine Mannschaft in der Saison 2009/10 zum Gewinn des norwegischen Meistertitels und ein Jahr später zur Vizemeisterschaft.

### International
Für Norwegen nahm Kaunismäki an den A-Weltmeisterschaften 2008, 2009 und 2010 teil. Des Weiteren stand er im Aufgebot der Norweger bei den Olympischen Winterspielen 2010 in Vancouver und dem Qualifikationsturnier für diese.

## Erfolge und Auszeichnungen
- 2010 Norwegischer Meister mit den Stavanger Oilers
- 2011 Norwegischer Vizemeister mit den Stavanger Oilers

## GET-ligaen-Statistik
(Stand: Ende der Saison 2010/11)